# Воррен (округ, Нью-Йорк)
Шаблон:StateAbbr_ 43°34′ пн. ш. 73°50′ зх. д. / 43.56° пн. ш. 73.84° зх. д.
Округ Воррен (англ. Warren County) — округ (графство) у штаті Нью-Йорк, США. Ідентифікатор округу 36113.

## Історія
Округ утворений 1813 року.

## Демографія
За даними перепису 
2000 року 
загальне населення округу становило 63303 осіб, зокрема міського населення було 38068, а сільського — 25235.
Серед мешканців округу чоловіків було 30701, а жінок — 32602. В окрузі було 25726 домогосподарств, 17068 родин, які мешкали в 34852 будинках.
Середній розмір родини становив 2,93.
Віковий розподіл населення поданий у таблиці:
| Стать    | До 15 років | 15-21 | 22-29 | 30-39 | 40-49 | 50-65 | 65-85 | Понад 85 |
| -------- | ----------- | ----- | ----- | ----- | ----- | ----- | ----- | -------- |
| Чоловіки | 6418        | 2899  | 2508  | 4616  | 4932  | 5376  | 3619  | 333      |
| Жінки    | 6072        | 2775  | 2608  | 4818  | 5066  | 5620  | 4786  | 857      |

## Суміжні округи
- Ессекс — північ
- Вашингтон — схід
- Саратога — південь
- Гамільтон — захід

## Виноски
1. ↑  U.S. Decennial Census. United States Census Bureau. Архів оригіналу за 4 квітня 2018. Процитовано 8 січня 2015.
2. ↑  Historical Census Browser. University of Virginia Library. Архів оригіналу за 11 серпня 2012. Процитовано 8 січня 2015.
3. ↑  Population of Counties by Decennial Census: 1900 to 1990. United States Census Bureau. Архів оригіналу за 19 лютого 2015. Процитовано 8 січня 2015.
4. ↑  Census 2000 PHC-T-4. Ranking Tables for Counties: 1990 and 2000 (PDF). United States Census Bureau. Архів оригіналу (PDF) за 18 грудня 2014. Процитовано 8 січня 2015.
5. ↑  State & County QuickFacts. United States Census Bureau. Архів оригіналу за 5 вересня 2015. Процитовано 13 жовтня 2013.(англ.) Наведено за англійською вікіпедією.
6. ↑  American FactFinder. Бюро перепису населення США. Архів оригіналу за 26 лютого 2012. Процитовано 31 січня 2008.

| США | Це незавершена стаття з географії США. Ви можете допомогти проєкту, виправивши або дописавши її. |